# Norvège au Concours Eurovision de la chanson 1968
La Norvège a participé au Concours Eurovision de la chanson 1968 à Londres, Angleterre, au Royaume-Uni. C'est la 9e participation de la Norvège au Concours Eurovision de la chanson.
Le pays est représenté par Odd Børre et la chanson Stress, sélectionnés par la Norsk rikskringkasting (NRK) au moyen de la finale nationale Melodi Grand Prix.

## Sélection

### Melodi Grand Prix 1968
Le radiodiffuseur norvégien, NRK, organise l'édition 1968 du Melodi Grand Prix, pour sélectionner la chanson et l'artiste représentant la Norvège au Concours Eurovision de la chanson 1968.
Le Melodi Grand Prix 1968, présenté par Jan Voigt (no), a lieu le 3 mars 1968 au Centralteatret (en) à Oslo.

#### Finale
Cinq chansons participent au Melodi Grand Prix 1968. Lors de la finale, chaque chanson est interprétée deux fois, la première avec un petit orchestre et la seconde avec un grand orchestre. Les chansons sont toutes interprétées en norvégien, langue officielle de la Norvège.
Parmi les participants on note Nora Brockstedt (représentante norvégienne en 1960 et 1961) et Kirsti Sparboe (représentante norvégienne en 1965, 1967 et 1969).
| Ordre | 1er interprète  | 2e interprète   | Chanson                                   | Traduction                                   | Points | Place       |
| ----- | --------------- | --------------- | ----------------------------------------- | -------------------------------------------- | ------ | ----------- |
| 1     | Per Asplin (en) | Nora Brockstedt | Nysgjerrig-Per                            | Personne curieuse                            | 4      | 4           |
| 2     | Kirsti Sparboe  | Odd Børre       | Stress                                    | –                                            | 14     | 2           |
| 3     | Nora Brockstedt | Per Müller      | Nordlys                                   | Les lumières du nord                         | 10     | 3           |
| 4     | Kirsti Sparboe  | Odd Børre       | Jeg har aldri vært så glad i noen som deg | Je n'ai jamais aimé autant quelqu'un que toi | 20     | 1 (retirée) |
| 5     | Per Müller      | Per Asplin      | Ingenmannsland                            | Terre déserte                                | 2      | 5           |

Lors de cette sélection, c'est la chanson Stress interprétée par Odd Børre qui fut choisie. La chanson ayant remporté la finale nationale Jeg har aldri vært så glad i noen som deg a finalement été retirée à cause d'allégations de plagiat persistantes de la chanson Summer Holiday enregistrée par Cliff Richard en 1963, qui était également le représentant du Royaume-Uni à l'Eurovision 1968 au concours,.
Le chef d'orchestre sélectionné pour la Norvège à l'Eurovision 1968 est Øivind Bergh (en).

## À l'Eurovision
Chaque pays a un jury de dix personnes. Chaque juré attribue un point à sa chanson préférée.

### Points attribués par la Norvège
| 6 points | Suède            |
| 2 points | Portugal         |
| 1 point  | Espagne Finlande |

### Points attribués à la Norvège
| 10 points | 9 points | 8 points | 7 points | 6 points               |
| --------- | -------- | -------- | -------- | ---------------------- |
|           |          |          |          |                        |
| 5 points  | 4 points | 3 points | 2 points | 1 point                |
|           |          |          |          | - Espagne - Luxembourg |

Odd Børre interprète Stress en 13e position lors de la soirée du concours, suivant le Royaume-Uni et précédant l'Irlande.
Au terme du vote final, la Norvège termine 13e — à égalité avec l'Autriche et la Suisse — sur les 17 pays participants, ayant reçu 2 points provenant des jurys espagnol et luxembourgeois,.